# Хай-Нехай
Хай-Нехай (Haj-Nehaj, Хај-Нехај) — крепость, находящаяся в Черногории примерно в 1 км к северо-западу от Сутоморе. Крепость расположена на высоте 231 м над уровнем моря. Над главным входом в Хай-Нехай можно увидеть выбитый в камне герб Венецианской республики (крылатого льва). Город малодоступен со всех сторон, кроме запада, где есть вход. У входа, где можно увидеть три этапа строительства, впоследствии была добавлена цистерна с водой. На самой высокой точке горы, которая находится в пределах города, стоит церковь в честь святого Димитрия, в которой когда-то было два алтаря (католический и православный), построенная ещё до строительства крепости. Есть круглые башни и много лазеек, построенные в более поздний период. На почти отвесной скале на дальней восточной части виден пороховой погреб.

## Исторические сведения
Первое упоминание о крепости датируется 1542 годом. В сообщении от 1555 года говорится, что город лежит между Баром и Паштровичами, а его гарнизон — два солдата и один артиллерист.
Ещё позже, в 1558 году, было сказано в другом сообщении, что, в случае необходимости, город может вместить 900 человек.
На старой известной гравюре Бара 1550 года крепость находится в верхнем левом углу. Есть предположения, что крепость возникла в конце XV века.
Эта крепость находилась на земле, которая всё время переходила из рук в руки, от венецианцев к туркам и обратно, поэтому в крепости можно найти здания трёх культур: венецианской, турецкой и черногорской.
До 13 ноября 1877 крепость находилась в руках турок, после чего была освобождена черногорской армией. С тех пор она пришла в запустение.
Легенда, передающаяся из поколения в поколение, гласит, что крепость помогали строить женщины, которые носили воду, песок и камни. Измученные трудностями работы они пели: Горе тебе, град Нехай, коли тебя женщины строят.